# Jiangxi Air
江西航空
Jiangxi Air Co., Ltd. est une compagnie aérienne à bas prix chinoise dont le siège est à l'aéroport international de Nanchang Changbei, à Jiangxi. Il s'agit d'une coentreprise entre XiamenAir et le gouvernement provincial du Jiangxi. La compagnie aérienne vole vers six destinations et opère des Boeing 737-800.

## Historique
Le 13 août 2014, XiamenAir ainsi que le gouvernement provincial du Jiangxi signent un protocole d'accord portant sur la création d'une compagnie aérienne basée dans la région.
Le 17 mars 2015, l'Administration de l'aviation civile de Chine (CAAC) donne le feu vert à Jiangxi Air pour commencer ses opérations. Le certificat d'exploitant aérien est délivré à la compagnie le 8 décembre.
Le 14 décembre 2015, Jiangxi Air a reçu son premier Boeing 737-800, reçu de la société mère XiamenAir. La compagnie dévoile à l'occasion son logo et sa livrée. Celle-ci se compose d'une grue, symbolisant la beauté environnementale de la province du Jiangxi; et les couleurs bleu et blanc, représentant la célèbre porcelaine de Jingdezhen dans la province.
Le 30 décembre 2015, la compagnie aérienne a effectué son premier vol d'essai, de Nanchang à Xiamen. Il a reçu son certificat de transporteur aérien le 8 janvier 2016, lui permettant de commencer des vols commerciaux.
Jiangxi Air inaugure le début de ses opérations avec son premier vol le 29 janvier 2016, de Nanchang à Ürümqi via Xi'an,. Il utilise initialement des pilotes, des agents de bord, du personnel de maintenance et d'autres membres du personnel de XiamenAir.

## Actionnariat
La compagnie Jiangxi Air est une coentreprise entre XiamenAir (60%) et la société d'État Jiangxi Aviation Investment Co Ltd (40%). Les deux organisations ont investi à hauteur de 2 milliards de yens dans la compagnie aérienne.

## Flotte
En juin 2020, la compagnie Jiangxi Air exploite le parc d'avions suivant, :